# Nili Perdomo
Francisco José „Nili“ Perdomo Borges, bekannt als Nili Perdomo oder einfach nur Nili (* 18. Februar 1994 in Las Palmas de Gran Canaria), ist ein spanischer Fußballspieler.

## Karriere
Nili begann seine Karriere in seiner Heimatstadt bei UD Las Palmas. 2013 spielte er erstmals für die Zweitmannschaft in der Segunda División B. Im Juni 2015 debütierte er am 42. Spieltag der Saison 2014/15 gegen Deportivo Alavés für die Profis in der Segunda División. Mit Las Palmas stieg er zu Saisonende in die Primera División auf, mit der Zweitmannschaft musste er allerdings in die Tercera División absteigen.
Sein Debüt in der höchsten spanischen Spielklasse gab er im Februar 2016 gegen den FC Sevilla. Im Juli 2016 wechselte er zum FC Barcelona B in die Segunda División B. Nach acht Spielen für die Zweitmannschaft des FC Barcelona stand er Ende Oktober 2016 schließlich erstmals im Kader der Profis. Am 30. November 2016 debütierte Nili beim 1:1-Unentschieden gegen Hércules Alicante im Sechzehntelfinal-Hinspiel der Copa del Rey in der ersten Mannschaft, als er in der 68. Spielminute für Àlex Carbonell eingewechselt wurde.